# بيلي تايلور (لاعب كرة قدم بريطاني)
بيلي تايلور (بالإنجليزية: Billy Taylor)‏ (1896 في المملكة المتحدة - 1986) هو لاعب كريكت ولاعب كرة قدم بريطاني (وحمل سابقاً جنسية المملكة المتحدة لبريطانيا العظمى وأيرلندا) في مركز مهاجم داخلي. لعب مع شيفيلد وينزداي ونادي دونكاستر روفرز ونورويتش سيتي ونادي مانسفيلد تاون ودورهام سيتي ‏ وكروك تاون ‏ ودنابي يونايتد.